# 胸斑雨鱂
胸斑雨鱂，為輻鰭魚綱鯉齒目鯉齒亞目花鳉科的其中一種，分布於非洲剛果河、Ivindo河流域，體長可達3.5公分，棲息在森林覆蓋的溪流，屬肉食性，生活習性不明。

## 擴展閱讀
維基物種上的相關：胸斑雨鱂